# Carl Theodor Plessing

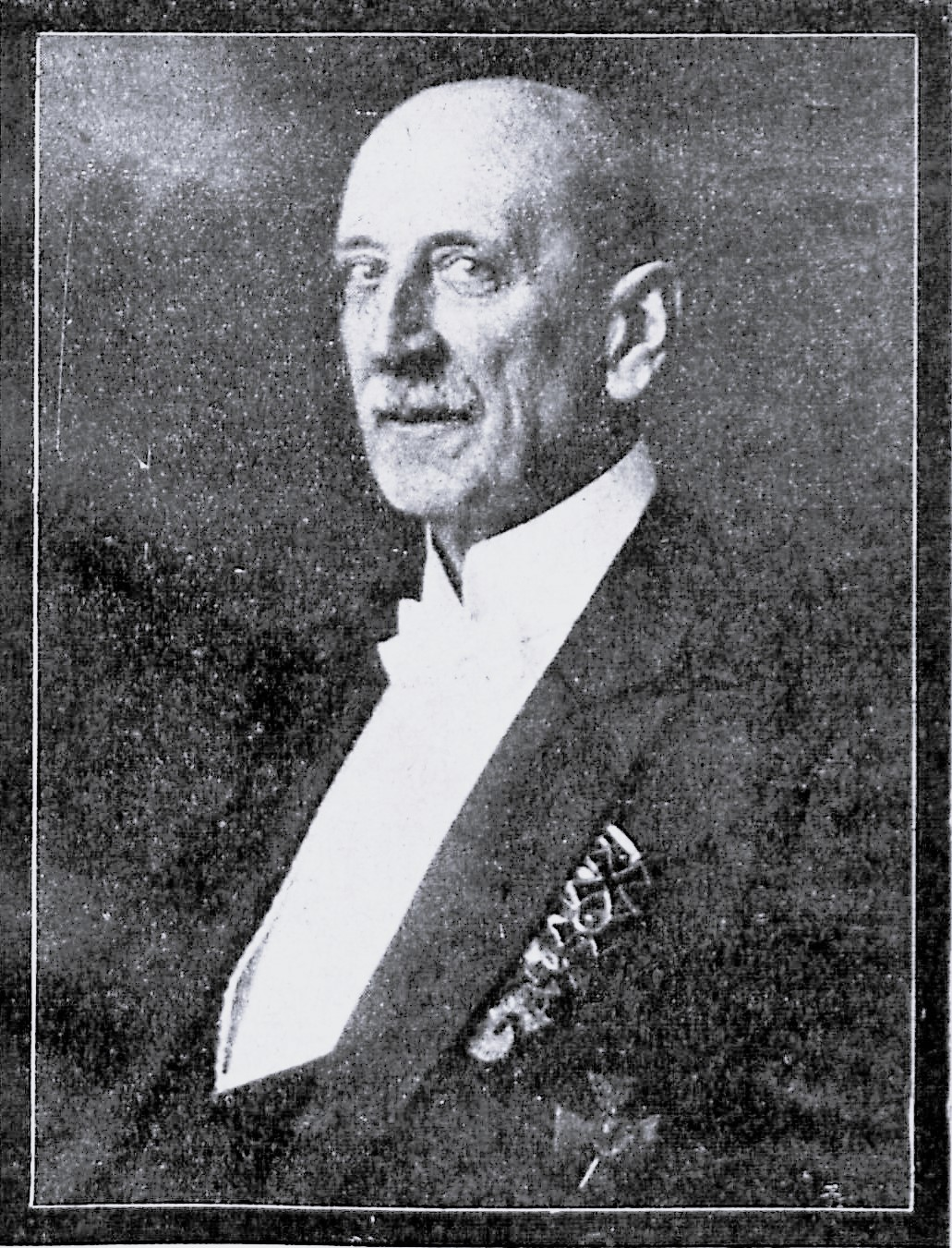
Carl Theodor Plessing, bayrischer Generalkonsul

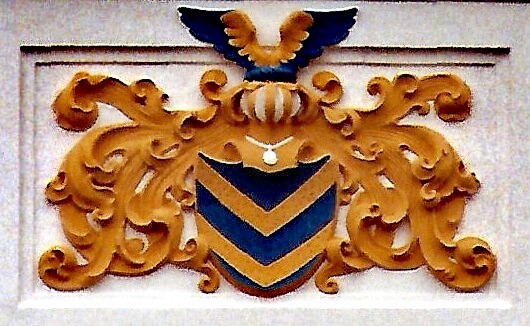
Plessing'sches Wappen

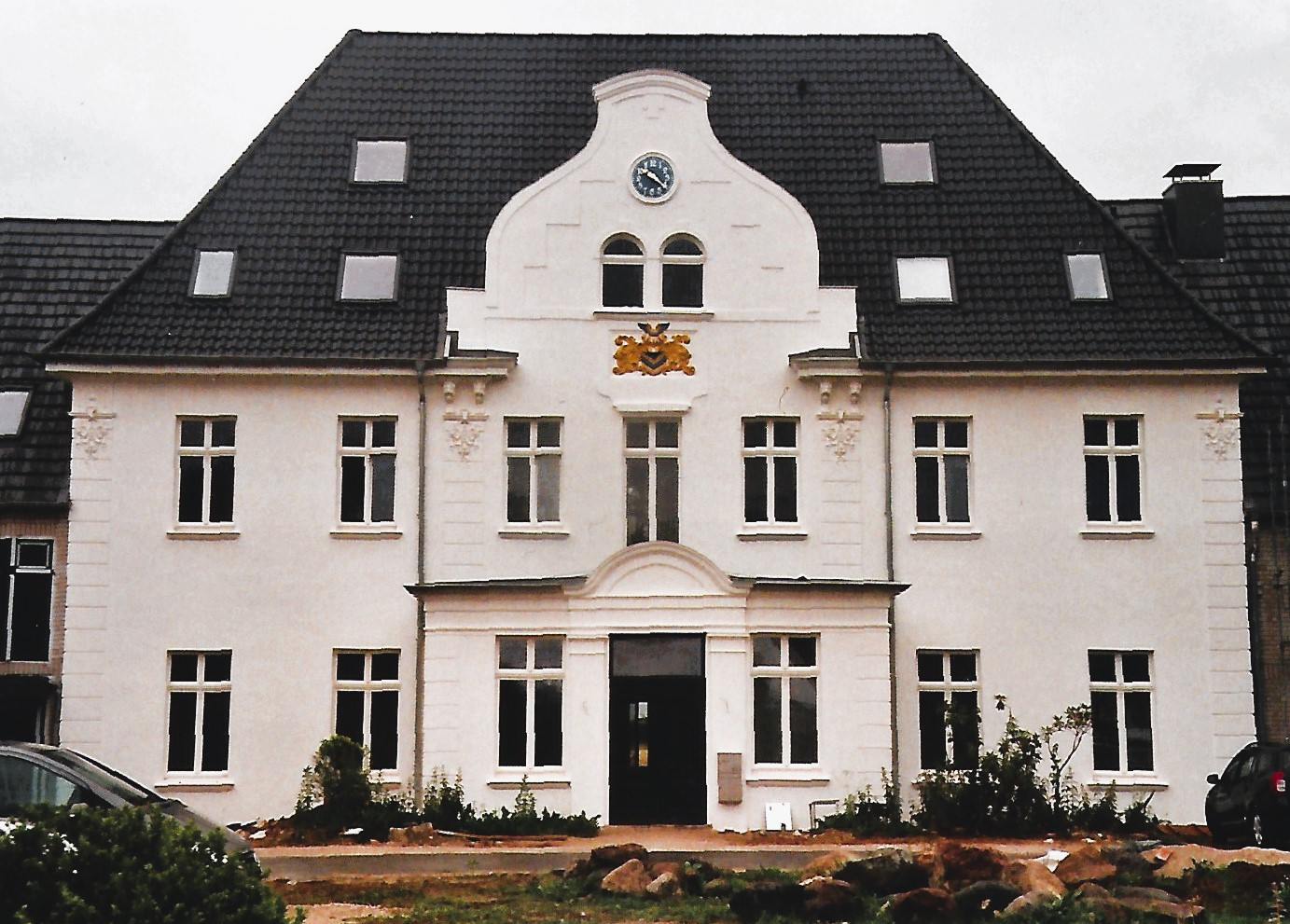
Plessing'sches Gutshaus

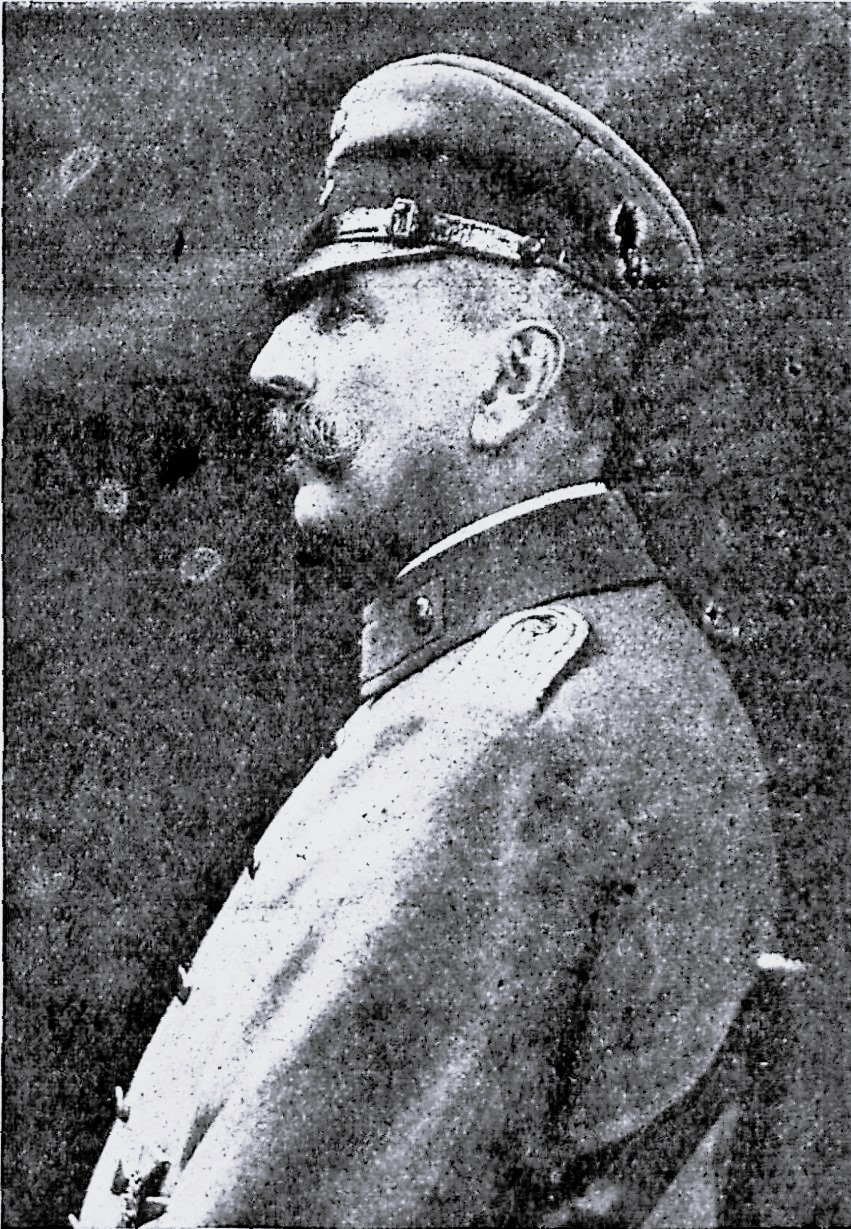
Hauptmann Karl Theodor Plessing

Carl Theodor Plessing (* 22. März 1856 in Lübeck; † 8. September 1929 ebenda) war ein deutscher Journalist, Politiker und bayerischer Generalkonsul.

## Leben
Carl Theodor Plessing war Sohn des Senators Wilhelm Plessing. Nach dem Besuch des Katharineums absolvierte er eine kaufmännische Lehre in der damals weltweit bekannten Weinfirma „H. Behncke“ in Lübeck.
Nach Beendigung seiner Militärdienstzeit als Einjährig-Freiwilliger beim 2. Garde-Regiment zu Fuß zu Berlin ging er für mehrere Jahre ins Ausland. Dort war er unter anderem in Bordeaux als junger Gardeleutnant dem deutschen Generalkonsulat attachiert. Später lernte er auch Russland kennen.
Zurück in Lübeck erwarb er die alte Lübecker Weinfirma „W. Stolterfoht“. Diese war königlich bayerischer Hoflieferant. Nachdem sein Vorgänger auf diesem Posten verstorben war, wurde er 1884 zum königlich bayerischen Konsul in Lübeck ernannt.
Ende des Jahres 1891 wurde Carl Theodor Plessing durch den bayerischen Prinzregenten Luitpold von Bayern der Orden des Heiligen Michael (4. Klasse) verliehen. Am 7. November 1910 erhielt er den persönlichen Charakter Generalkonsul, vor 1912 das Ehrenkreuz des Ordens des Heiligen Michael.
In seinem Regiment war er zum Reserveoffizier befördert worden. Als solchem kam er mehrere Male in den Genuss, der Fahnenkompanie angehören zu dürfen. Diese brachte traditionsgemäß nach den Frühlings- und Herbstparaden die Fahnen der Garde-Regimenter in das Palais des Kaisers ein.
Bis zum Kriege bewirtschaftete er sein Gut Mori bei Fackenburg. Er leitete mehrere Familienstiftungen, u. a. die der „Jenisch'schen Freischule“, des Zöllner-Stiftes und andere.
In den Vaterstädtischen Blättern war Plessing seit deren Gründung durch den Direktor der Lübeckischen Anzeigen, Wilhelm Dahms, im Jahr 1896 als reger Mitarbeiter tätig. Seine Artikel signierte er mit einem „P.“. Von ihm stammte ein Großteil der seinerzeit große Beachtung findenden Aufsatzreihe Lübecker Originale. Auch seine persönlichen Erlebnisse mit großen Musikkünstlern, wie Brahms – den er häufig in Wien besuchte –, Rubinstein, Dvořák und andern schilderte er in den Spalten der Vaterstädtischen Blätter und Lübeckischen Anzeigen.
Hauptmann Plessing trat nach der Mobilmachung, bei der er als Pferde-Aushebungs-Kommissar in Lübeck tätig war, fast 60-jährig, als Kriegsfreiwilliger Offizier an der Spitze von zehn Mitgliedern seiner engeren Familie wieder in die Armee ein. Zunächst war er im Ersatz-Bataillon seines alten Regiments, bevor er als Kompaniechef dem aktiven Regiment zugeteilt wurde. Im Jahr 1915 führte ihn sein Weg auf die Kriegsschauplätze in Belgien und Frankreich. Der Senat der Hansestadt erkannte seine Leistungen am 2. September 1916 mit der Verleihung des Lübeckische Hanseatenkreuzes an. Noch im selben Jahr wurde er nach Russland zu einer Inspektion und kurz darauf zu einem Stab der Armeeabteilung des General von Woyrsch versetzt. Während des Krieges verfasste er, der der Älteste im Felde stehende in Lübeck geborene und ansässige Offizier war, mehrere Artikelreihen, wie z. B. Buntes Allerlei aus Rußland, Lose Skizzen von der Ost- und Westfront, Quer durch Rußland in die Heimat für die Lübeckischen Anzeigen an der Front. Um die landwirtschaftliche Organisation von „Oberost“ zeichnete er sich besonders aus. Auf Betreiben des Königs Ludwig von Bayern wurde er als bayerischer Konsul dem Stabe des Kronprinzen Rupprecht attachiert. Seiner wirtschaftlichen und politischen Tätigkeit auf diesem Posten verdankte er den Titel eines bayerischen Generalkonsuls.
Nach dem Kriege übergab er das Gut Mori seinem Sohn und zog in die Mengstraße 13.
Von einer mehrmonatigen Nordlandsreise zurückgekehrt, verstarb Plessing am 9. September 1929 nach kurzer Krankheit. Kurz zuvor waren seine Reiseeindrücke in den Lübeckischen Anzeigen gedruckt worden. Das bayerische Konsulatsgebäude in der Mengstraße 15 setzte seine weiß-blaue Flagge zum Tode des Generalkonsuls auf halbmast.

### Archive
- Archiv der Hansestadt Lübeck